# IPhone 6s
iPhone 6s a iPhone 6s Plus jsou chytré mobilní telefony navržené a vyráběné americkou společností Apple. Jako devátá generace jsou nástupci osmé generace – iPhonu 6 a 6 Plus, avšak s iPhonem 6 sdílejí identické tělo, pouze mají na zadní straně písmeno „s“. Výraznějším rozdílem oproti předchozímu modelu je na hardwarové straně – má 2x větší RAM, lepší, 12Mpix fotoaparát, výkonnější procesor Apple A9, druhou generaci Touch ID tlačítka a podporu LTE Advanced; na softwarové straně – nové, „živé“ fotky, funkci 3D Touch a funkci Retina Flash, díky které lze používat blesk při focení selfie.
iPhone 6s a iPhone 6s Plus byly oznámeny 9. září 2015 v Bill Graham Civic Auditoriu v San Franciscu generálním ředitelem společnosti Timem Cookem. Do prodeje se dostaly 25. září 2015, v Česku až 9. října. Modely s 16GB a 64GB pamětí byly staženy po roce, s vydáním iPhonu 7 a 7 Plus, a modely s 32 GB a 128 GB až po čtyřech letech, po vydání modelů iPhone XS, XS Max a iPhone XR.

## Historie
Již před oficiálním představením se spekulovalo o několika aspektech iPhonu 6s – zejména o základním modelu s 16 GB úložiště, nové technologii displeje citlivého na tlak (3D Touch), a nové růžově zlaté barvě.
iPhone 6s a iPhone 6s Plus byly oficiálně představeny 9. září 2015 během tiskové akce v Bill Graham Civic Auditorium v San Franciscu. Předobjednávky byly zahájeny 12. září, oficiální vydání proběhlo 25. září a 9. října téhož roku také pro Česko.
7. září 2016 společnost Apple oznámila iPhone 7 a 7 Plus jako nástupce iPhonu 6s a 6s Plus, ačkoli se nadále prodávaly za sníženou cenu jako základní varianty řady iPhone. 31. března 2017 byly iPhone 6s a 6s Plus uvedeny na trh v Indonésii společně s iPhonem 7 a 7 Plus, a to v návaznosti na investice společnosti Apple do výzkumu a vývoje v této zemi.
Modely iPhone 6s, iPhone 6s Plus a iPhone SE první generace byly posledními modely iPhonu, které byly vybaveny standardním 3,5mm stereofonním konektorem pro sluchátka. Jejich výroba byla ukončena 12. září 2018, po vydání modelu iPhone XR.

## Specifikace

### Hardware
V iPhonu 6s se nachází systém na čipu Apple A9 s 6jádrovým grafickým procesorem, přičemž A9 je údajně o 70 % rychlejší než Apple A8 a má až o 90 % lepší grafický výkon. Všechny modely mají 2GB LPDDR4 operační paměť, která je dvojnásobná než u předchozích iPhonů, které měly maximálně po 1 GB RAM. Jako první iPhone také podporuje LTE Advanced. Dále byl také aktualizován snímač Touch ID, přičemž a jeho nová verze má oproti předchozí lepší výkon při snímání otisků prstů.
Ačkoli zařízení nebylo s voděodolností propagováno, iPhone 6s má určitou míru voděodolnosti díky změně vnitřní konstrukce, z důvodu přemístění silikonového těsnění kolem logické desky a dalšího těsnění kolem sestavy displeje, aby se zabránilo jejich zkratování při náhodném vystavení vodě.

#### Displej
Displeje obou modelů mají stejné rozměry jako displeje předchozího modelu, tedy – 4,7palcový 750p displej na iPhonu 6s a 5,5palcový 1080p na modelu Plus. Modely iPhone 6s a 6s Plus jsou vybaveny technologií 3D Touch; v podsvětlovací vrstvě displeje jsou zabudovány senzory, které měří sílu dotykového vstupu uživatele podle vzdálenosti mezi ním a krycím sklem, což umožňuje zařízení rozlišovat mezi normálním a silnějším stiskem. 3D Touch je kombinován s odezvou od Taptic Enginu, který poskytuje haptickou zpětnou vazbu. Ačkoli je 3D Touch podobný, liší se od technologie Force Touch používané v hodinkách Apple Watch a trackpadu u MacBooků, protože je citlivější a dokáže rozpoznat více úrovní dotykového tlaku než Force Touch. Kvůli hardwaru potřebnému k implementaci 3D Touch je iPhone 6s těžší než jeho předchůdce.

#### Fotoaparát
iPhony 6s a 6s Plus mají zadní fotoaparát s rozlišením 12 megapixelů, oproti 8Mpix fotoaparátu u předchozích modelů, a přední fotoaparát s rozlišením 5 Mpix oproti 1,3 megapixelu u iPhonu 5, iPhonu 5S, iPhonu 6 a 6 Plus a iPhonu SE 1. generace.
Zadní fotoaparát dokáže poprvé u iPhonu nahrávat video v rozlišení 4K a FullHD video při 30, 60 a nyní i 120 snímcích za sekundu, přičemž poslední jmenované rozlišení je u iPhonu rovněž poprvé. Během nahrávání videa lze pořizovat fotografie s rozlišením 6,5 megapixelu.

#### Úložiště
iPhony 6s a 6s Plus byly původně nabízeny v modelech s 16, 64 a 128 GB interního úložiště. Po vydání iPhonu 7 v září 2016 byly modely s kapacitou 16 a 64 GB vypuštěny a nahrazeny novou variantou s kapacitou 32 GB. Pro zvýšení výkonu úložiště využívá iPhone 6s technologii NVM express (NVMe), což vede k maximální průměrné rychlosti čtení 1840 MB za sekundu.

#### Baterie
Ačkoli kapacita jejich uživatelsky nevyměnitelných baterií je o něco menší – pro 6s 1715 mAh a pro 6s Plus 2750 mAh, Apple hodnotí iPhone 6s a 6s Plus jako zařízení se stejnou průměrnou výdrží baterie jako jejich předchůdci s 1810 mAh a 2915 mAh.

### Software
iPhone 6s se původně dodával s iOS 9, avšak dostal aktualizace iOS 12, iOS 13, iOS 14 i iOS 15, představený 7. června 2021. Oba telefony podporují většinu hlavních funkcí systému iOS, včetně tmavého režimu. Spolu s iPhonem SE jsou telefony 6s a 6s Plus nejstaršími iPhony, které podporují systémy iOS 15, i když už se takřka jistě předpokládalo, že iPhone 6s, iPhone 6s Plus a iPhone SE (1. generace) tento iOS ani neobdrží.
6. června 2022, po oznámení iOS 16 na konferenci WWDC 2022, bylo odhaleno, že iPhone 6s a 6s Plus spolu s první generací iPhonu SE, iPhonem 7 a iPhonem 7 Plus nebudou s touto novou verzí operačního systému kompatibilní, verze 15.7 je tedy pro ně poslední.

## Design
iPhone 6s má téměř totožný design jako předcházející iPhone 6. V reakci na konstrukční nedostatky předchozího modelu, který se mohl ohnout, byly provedeny změny, které měly zlepšit odolnost hliníkového šasi – iPhone 6s byl vyroben z pevnější hliníkové slitiny, klíčová místa na zadní straně byla zesílena a vyztužena a integrované obvody byly přemístěny blíže k displeji.
Vedle stávajících zlaté, stříbrné a vesmírně šedé varianty byla představena také nová, růžově zlatá barevná varianta.
| Barva | Název         |
| ----- | ------------- |
|       | Vesmírně šedá |
|       | Stříbrná      |
|       | Zlatá         |
|       | Růžově zlatá  |

## Problémy

### Neočekávané vypínání baterie
V listopadu 2016 společnost Apple oznámila, že „velmi malý počet“ zařízení iPhone 6s vyrobených mezi zářím a říjnem 2015 má vadné baterie, které se neočekávaně vypínají. Společnost Apple sice uvedla, že problémy s bateriemi nepředstavují bezpečnostní problém, ale oznámila program výměny baterií pro postižená zařízení. Zákazníci s postiženými zařízeními si mohli zkontrolovat sériové číslo svého zařízení na webových stránkách společnosti Apple a v případě postižení získat bezplatnou výměnu baterie v prodejnách Apple Store nebo u autorizovaných poskytovatelů služeb Apple.
V prosinci 2016 společnost Apple odhalila nové podrobnosti o problému a uvedla, že postižená zařízení obsahovala součástku, která byla před sestavením vystavena okolnímu vzduchu déle, než měla.